# دجاجيات هجينة
الدجاجيات الهجينة هي هجائن نتيجة لتزاوج أنواع من رتبة دجاجيات الشكل مع بعضها البعض أو الدواجن المستأنسة.قد تحدث احيانا بشكل طبيعي في البرية أو من خلال التدخل المتعمد أو غير المتعمد للبشر وهو الأكثر شيوعا.
تشارلز داروين وصف هاذه الهجينة من الطيور في The Variation of Animals and Plants under Domestication
سيد.هيوت الذي كان لديه خبرة كبيرة في تهجين وترويض التدرج مع الطيور التي تنتمي إلى الاجناس (13/42. 'كتاب الدواجن' من قبل تيجتيمر1866 صفحه 165, 167.);

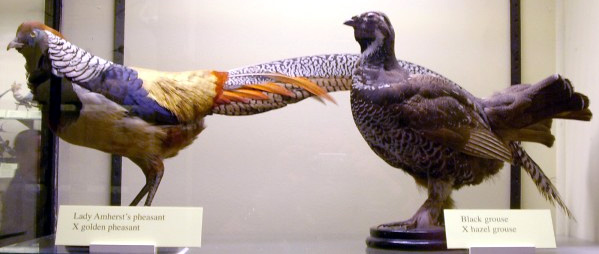
(يسار)هجين فزان ذهبي × فزان ليدي امهيرست (يمين) وهجين طيهوج أسود × طيهوج البندق, متحف روتشيلد، ترينغ

و قدتم الحصول على الهجين بين أنواع التدرج مثل فزان ذهبي وفزان الفضي وفزان ريف (Syrmaticus reevesii)
الهجين الطبيعي بين التدرج وطيهوج التي تم البلاغ عنها
- ديك الخلنج × طيهوج أسود في المملكة المتحدة
- الطيهوج الداكن، (Dendragapus obscurus) × تدرج مألوف.بل قرب من بورتلاند، اوريغون، الولايات المتحدة
- الطيهوج ذو الذيل الحاد، (Tympanuchus phasianellus)× دجاج البراري العظيم، (Tympanuchus cupido)
- ترمجان الصفصاف، (Lagopus lagopus)× الطيهوج الأنيق، (Falcipennis canadensis)
- الطيهوج الداكن، (Dendragapus obscurus) × الطيهوج ذو الذيل الحاد، (Tympanuchus phasianellus)في اوسويوس، كولومبيا البريطانية، سنة 1906
- تدرج مألوف × دجاج البراري العظيم، (Tympanuchus cupido) في النديل، داكوتا الشمالية 1933
- الطيهوج ذو الذيل الحاد، (Tympanuchus phasianellus) × دجاج البراري العظيم، (Tympanuchus cupido)
- الطيهوج ذو الذيل الحاد، (Tympanuchus phasianellus) × طيهوج عاقل كبير

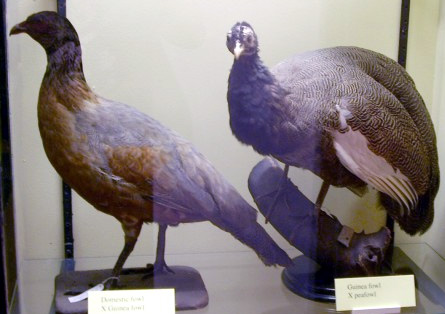
(يسار)هجين دجاج × دجاج غيني و (يمين)هجين دجاج غيني × طاووس, متحف روتشيلد، ترينغ

تشارلز داروين اشار إلى التهجينات بين الطيور المستأنسة والتدرج في كتاب أصل الأنواع
وهناك العديد من الهجائن بين الدجاج (Gallus gallus)  وأنواع أخرى من الطيور. وقد تنتج ذرية خصبة أذا تزاوج الدجاج مع دجاج الأدغال الأحمر، دجاج الأدغال الرمادي، دجاج الأدغال الاخضر Gallus varius ،فزان فضي. وايضا تم إنتاج هجين الدجاج مع الطاووس، طيهوج، السمان، التدرج، شاشالاكا،قراز، غوان لكن جميع الإناث الناتجة عقيمه والذكور الناتجة قد يكون بعضها خصب.
وقد هجن الدجاج مع دجاج غيني 
وهجن الدجاج مع تدرج مألوف. وقد يحدث هذا التهجين بشكل طبيعي

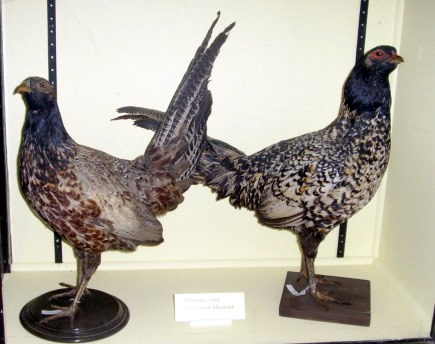
اثنان من الهجائن الناتج من الدجاج وتدرج مألوف, متحف روتشيلد، ترينغ

تم تهجين الدجاج مع السمان (Coturnix japonica) باستخدام التلقيح الاصطناعي
وتم تهجين الطاووس مع دجاج غيني
- دجاج × تدرج مألوف
- دجاج × الطاووس
- دجاج × دجاج غينيا
- دجاج × فزان ذهبي
- دجاج ×السمان (Coturnix japonica)
- دجاج ×الديك الرومي

ويوجد العدين من الهجائن الموثقة بين الدجاج وأفراد الفصيلة التدرجية

كانت هناك محاولات له تهجين الدجاج مع الديك الرومي في 12 دراسة ولم يفقس أي هجين.ووجدت تقارير أخرى ان عدد قليل من البيض كان مخصب وأدا إلى تكوين اجنة وقد تم الحصول على 23 هجين من 302 جنين التي نتجت عن 2132 بيضة.وقد استخدمو في التجربة اناث الديك الرومي وقامو بتلقيحها من ذكور الدجاج وكانت الصغار الناتجة الذكور اغلبها تموت في الاسابيع الأولى من التفقيس وعندما استخدمو ذكور الديك الرومي لتلقيح اناث الدجاج لم ينتج بيض مخصب
وهناك تقارير في عام 1761 عن وجود هجين بين الديك الرومي وتدرج مألوف 

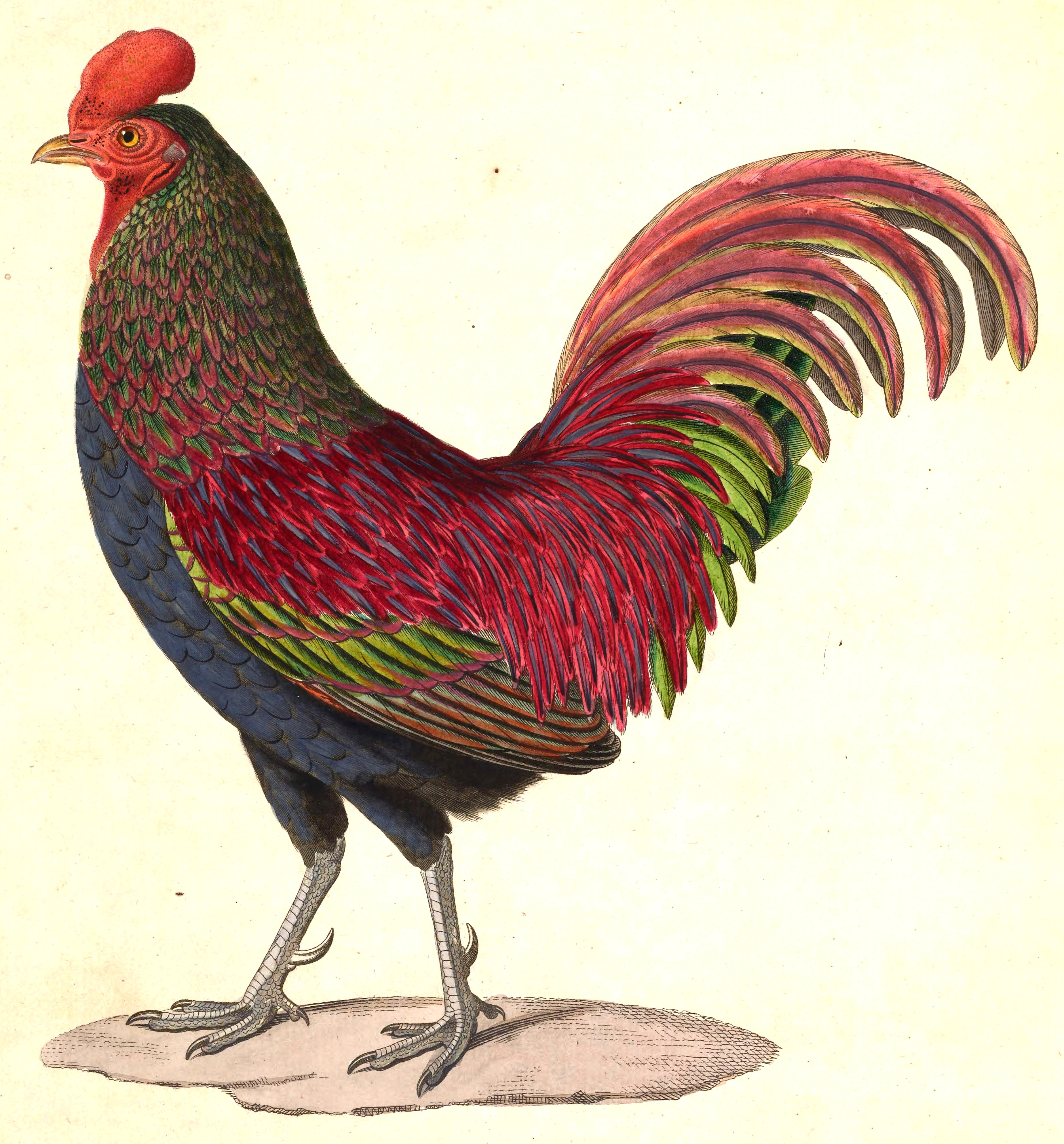
هجين ذكر دجاج الأدغال الأخضر و الاب الاخر غير معروف. على الأرجح الأب الاخر دجاج الأدغال الأحمر

- دجاج الأدغال الأحمر × دجاج الأدغال الاخضر= دجاج بيكيسار نادرا مايكون دجاج بيكسار خصب. الإناث الناتجه تكون عقيمة والذكور الناتجة احيانا تكون خصب

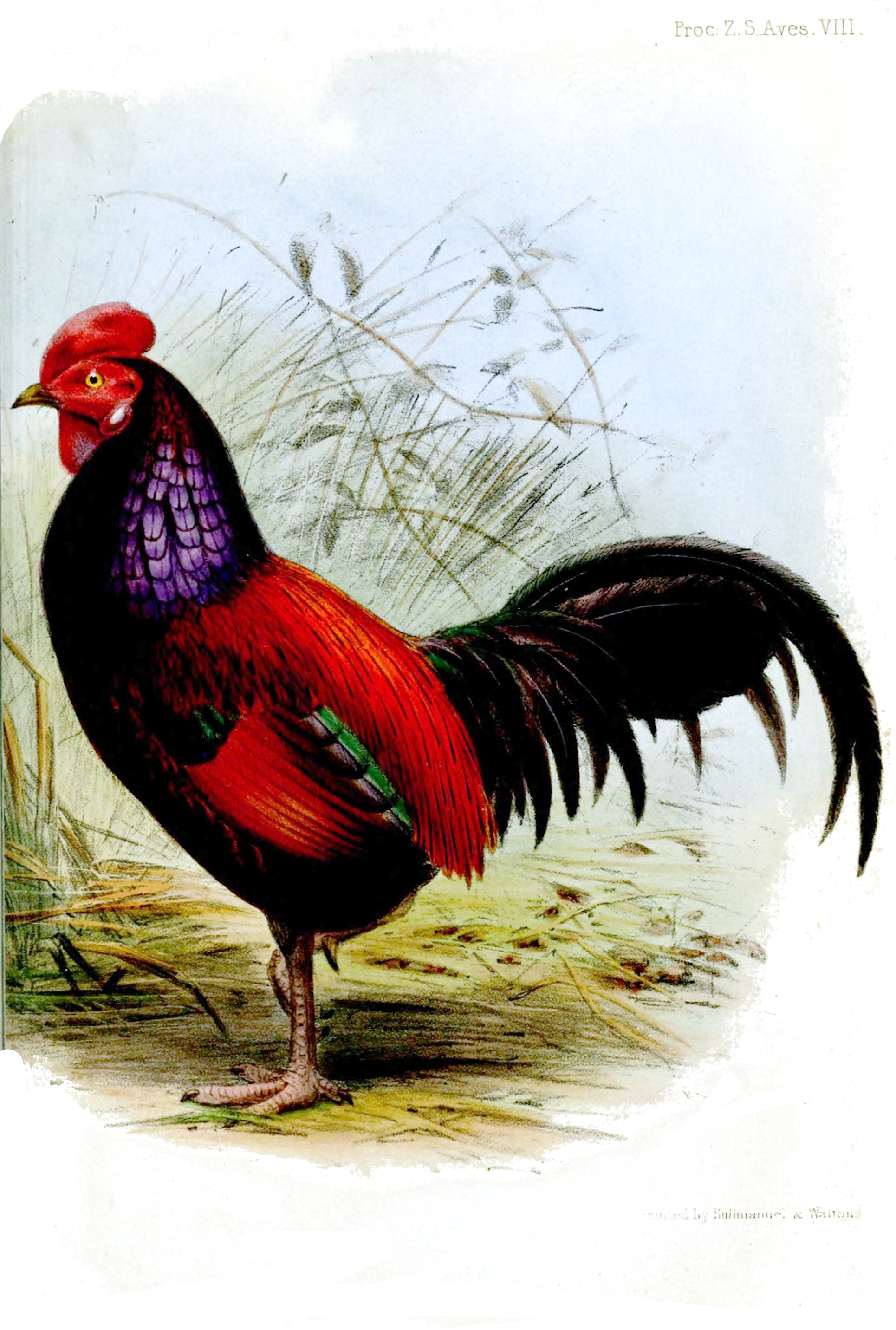
ذكر دجاج بيكيسار ناتج من تزاوج أنثى دجاج الأدغال الأحمر × ذكر دجاج الأدغال الاخضر

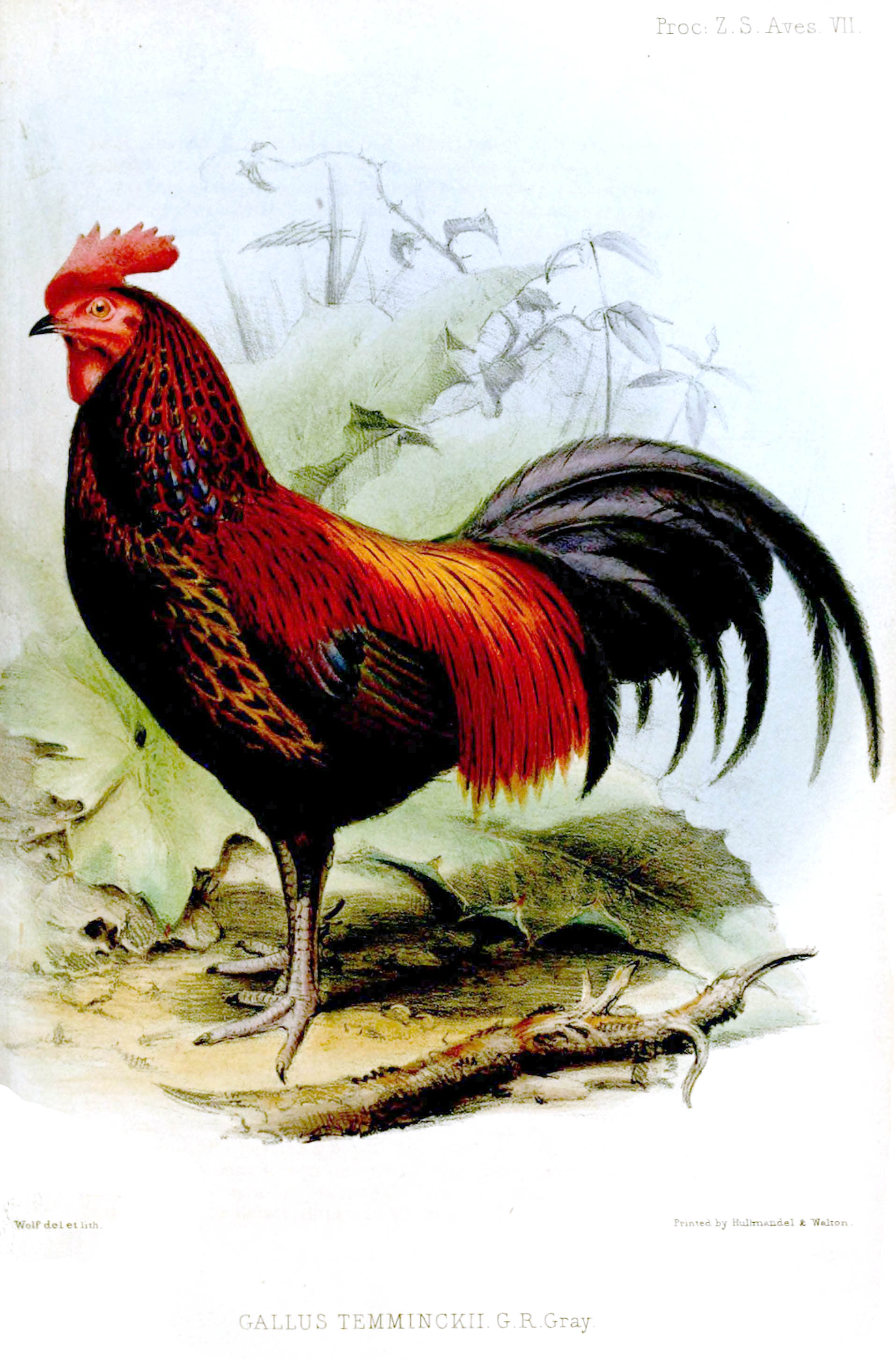
ذكر دجاج بيكيسار ناتج من تزاوج أنثى دجاج الأدغال الأحمر × ذكر دجاج الأدغال الاخضر

- دجاج الأدغال الأحمر × دجاج الأدغال الرمادي ويمكن ان يحدث بشكل طبيعي في البرية أو بفعل تدخل الإنسان فهو يهجن بسهوله في الأسر مع الدواجن المحلية ويعد دجاج الأدغال الرمادي ودجاج الأدغال الأحمر أصل الدجاج المستأنس الحالي وصفت الأرجل الصفراء في الدجاج المستأنس ورثها من دجاج الأدغال الرمادي

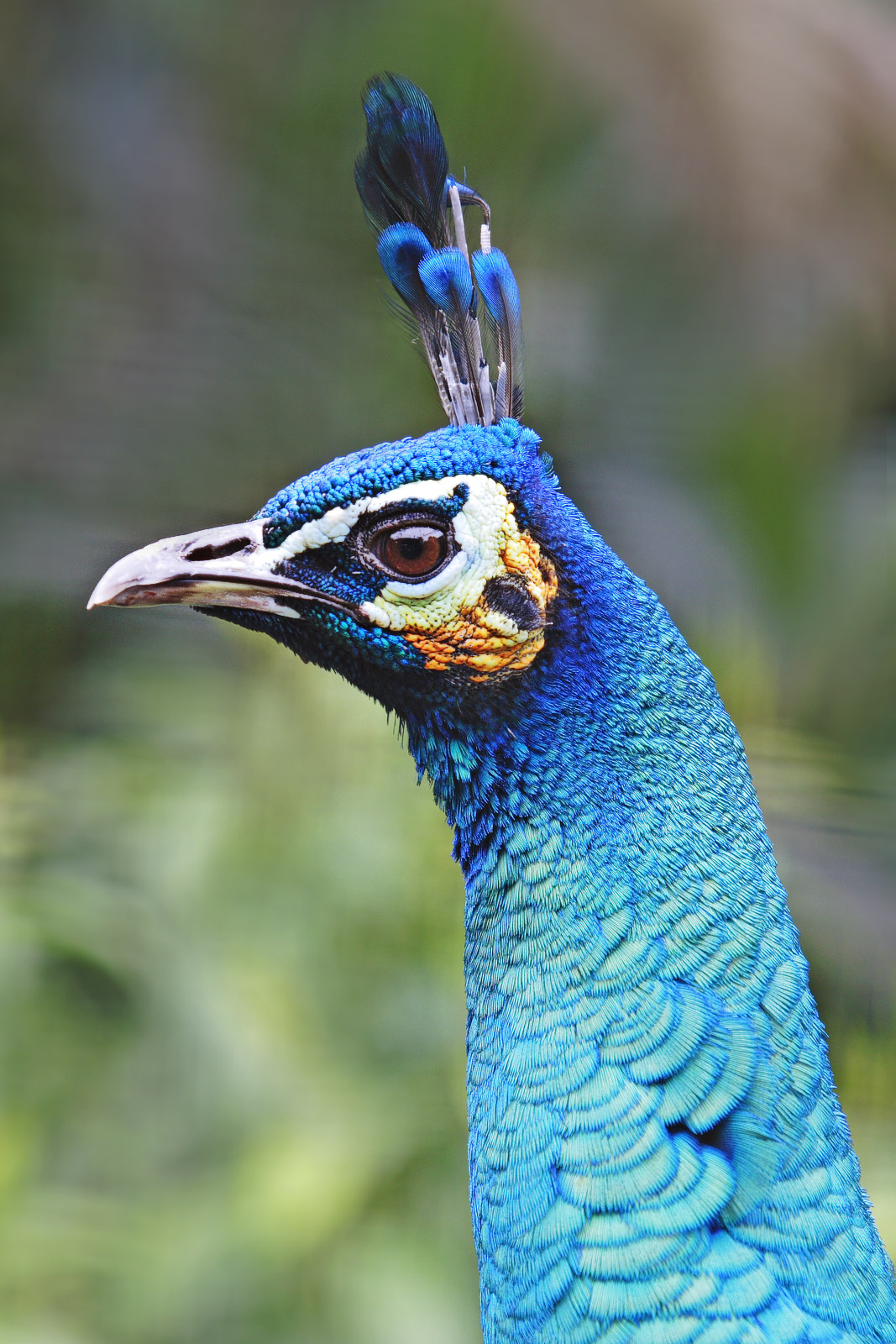
ذكر هجين الطاووس الهندي x الطاووس الأخضر.في حديقة حيوان ميلبورن

يحتوي جنس (Pavo) على نوعين من الطاووس. هما الطاووس الهندي الذي تعرف غالبية الناس وعندما تم تربية الطاووس الهندي في الاسر ضهرت العديد من الطفرات الونية مثل اللون الأبيض والالبينو والابقع وهناك نوع اخر يسمى الطاووس الأخضر ويعرف أيضا باسم طاووس جاوة ويحدث التهجين بين هذين النوعين بفعل تدخل الإنسان ونادر مايحصل في البرية ويكون شل الناتج وسطي بين النوعين.ولونه يكون خليط بين الون الازرق والاخضر إذا كان ابويه نمطهم الوني بري. ويختلف لون الهجين الناتج عندما يستخدم في التهجين طاووس هندي ذو طفرة لونيه. 

1. 
2. 
3. 
4. 
5. 
6. 
7. 
8. 
9. 
10. 
11. 
12. 
13. 
14. 
15. 
16. 
17. 
18. 

- Darwin, Charles. The Variation of Animals And Plants Under Domestication.
- Darwin, Charles. Origin of Species

- Bird Hybrids Database
- Hybrid Stifftails in Spain
- Ruddy ducks: a conservation problem

Hybrid Fowl
]